# Martes
Martres, Martes
Genre
Les martes ou martres (Martes) sont un genre de la famille des Mustélidés. Celles-ci sont les plus caractéristiques de cette famille de petits mammifères carnivores : digitigrades à cinq doigts, oreilles arrondies, queue longue et touffue.
Ce genre a été décrit pour la première fois en 1792 par le scientifique français Philippe Pinel (1745-1826).
La Martre à tête grise, quant à elle, est un Mustélidé d'Amérique. C'est la seule espèce du genre Eira.

## Liste des espèces
- Martes americana (Turton, 1806) — Martre d'Amérique
- Martes flavigula (Boddaert, 1785) — Martre à gorge jaune
- Martes foina (Erxleben, 1777) — Fouine
- Martes gwatkinsii Horsfield, 1851 — Martre de l'Inde du Sud
- Martes martes (Linnaeus, 1758) — Martre des pins ou Martre commune
- Martes melampus (Wagner, 1841) — Martre du Japon
- Martes zibellina (Linnaeus, 1758) — Zibeline

Espèce réattribuée à un nouveau genre
- Pekania pennanti (Erxleben, 1777) — Martre de Pennant ou Pékan, unique représentant actuelle du genre Pekania

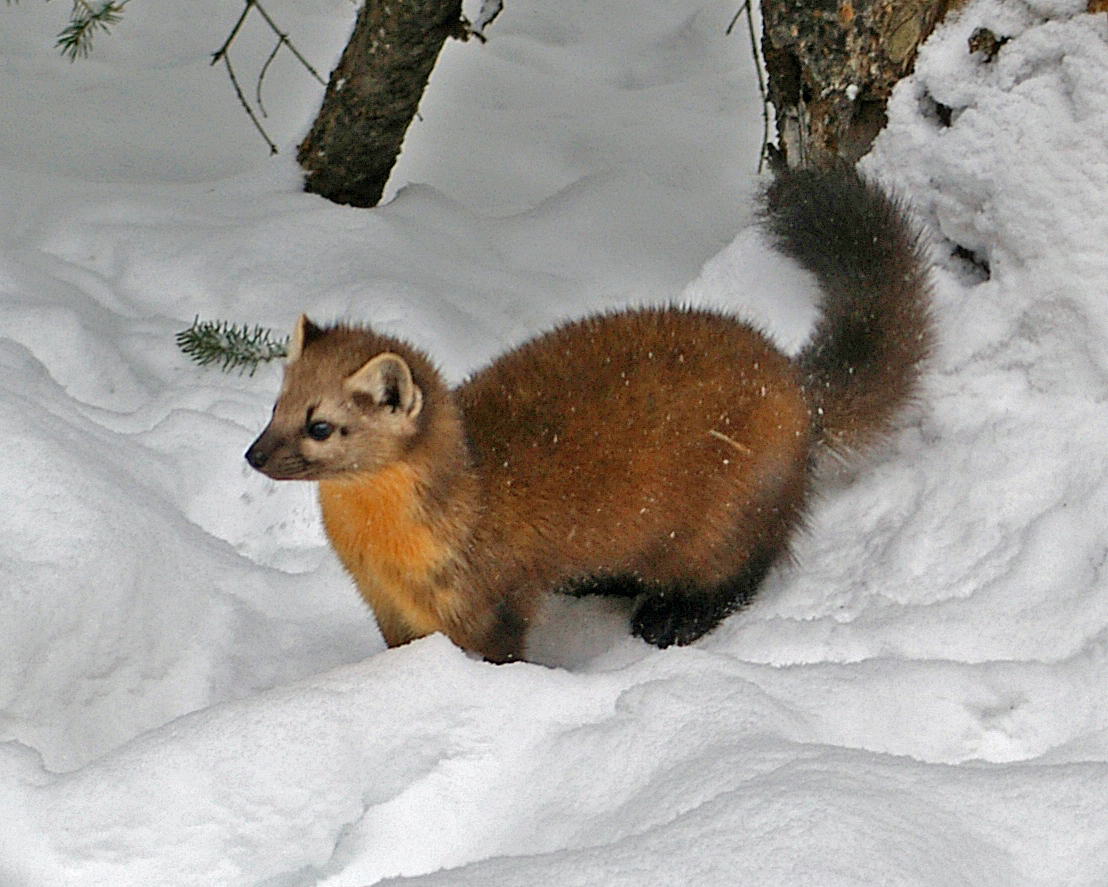
Martes americana
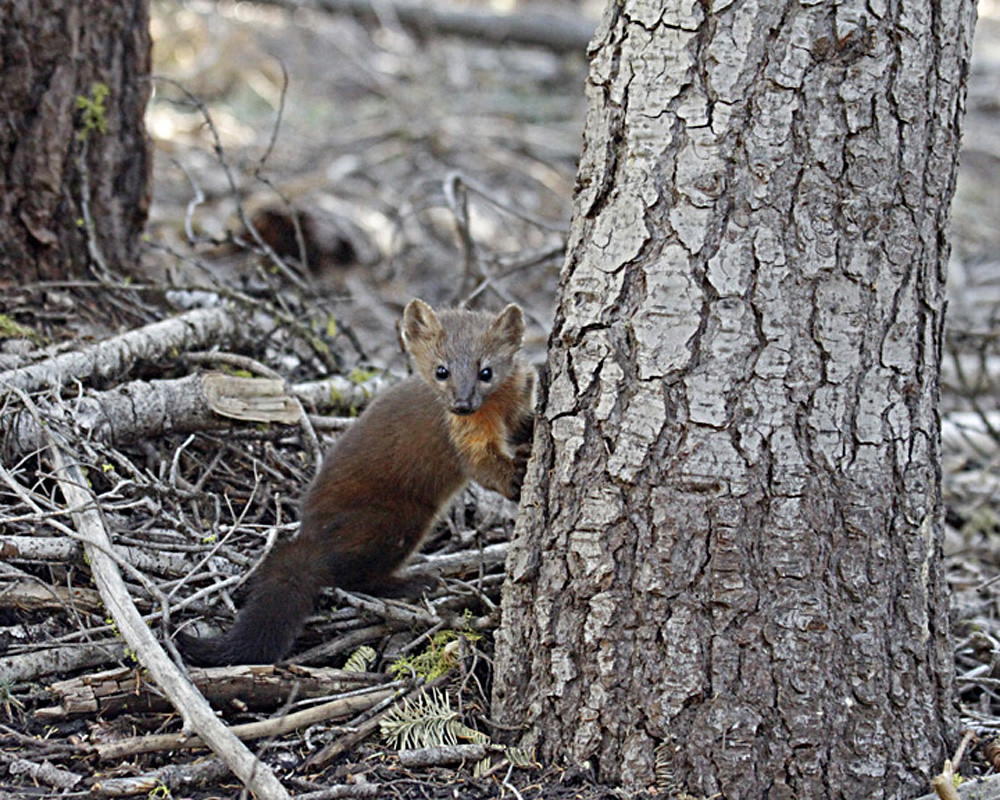
Martes caurina
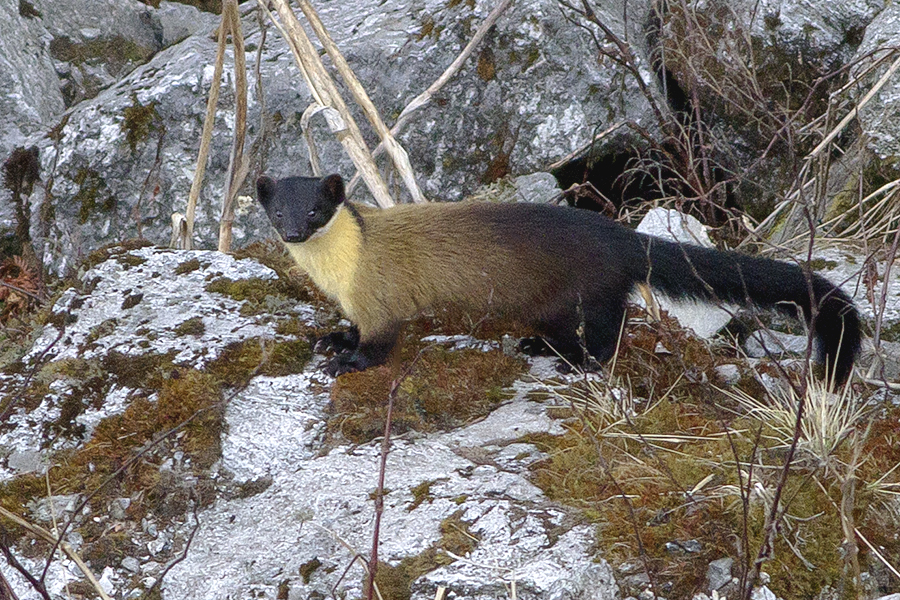
Martes flavigula
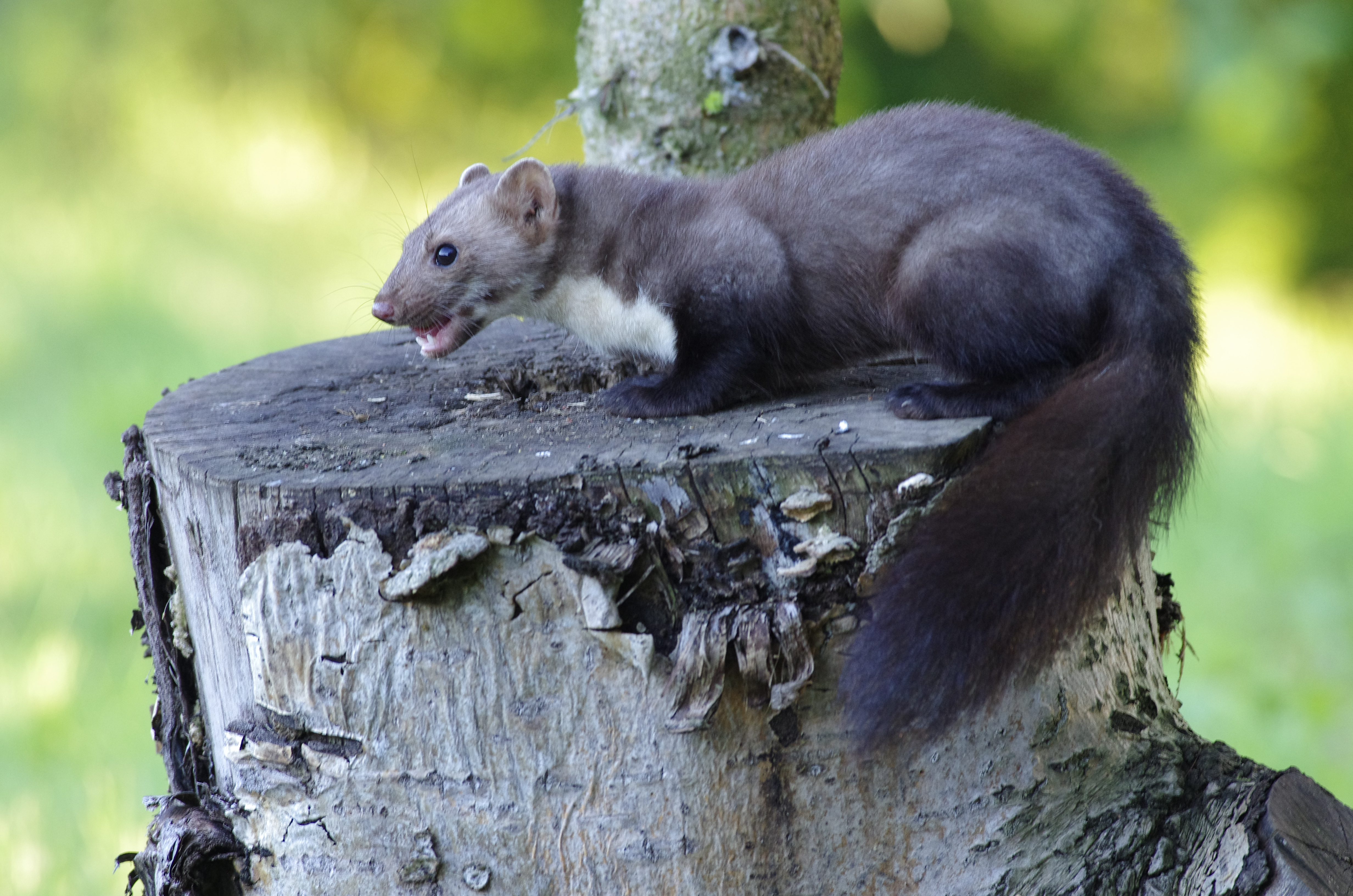
Martes foina
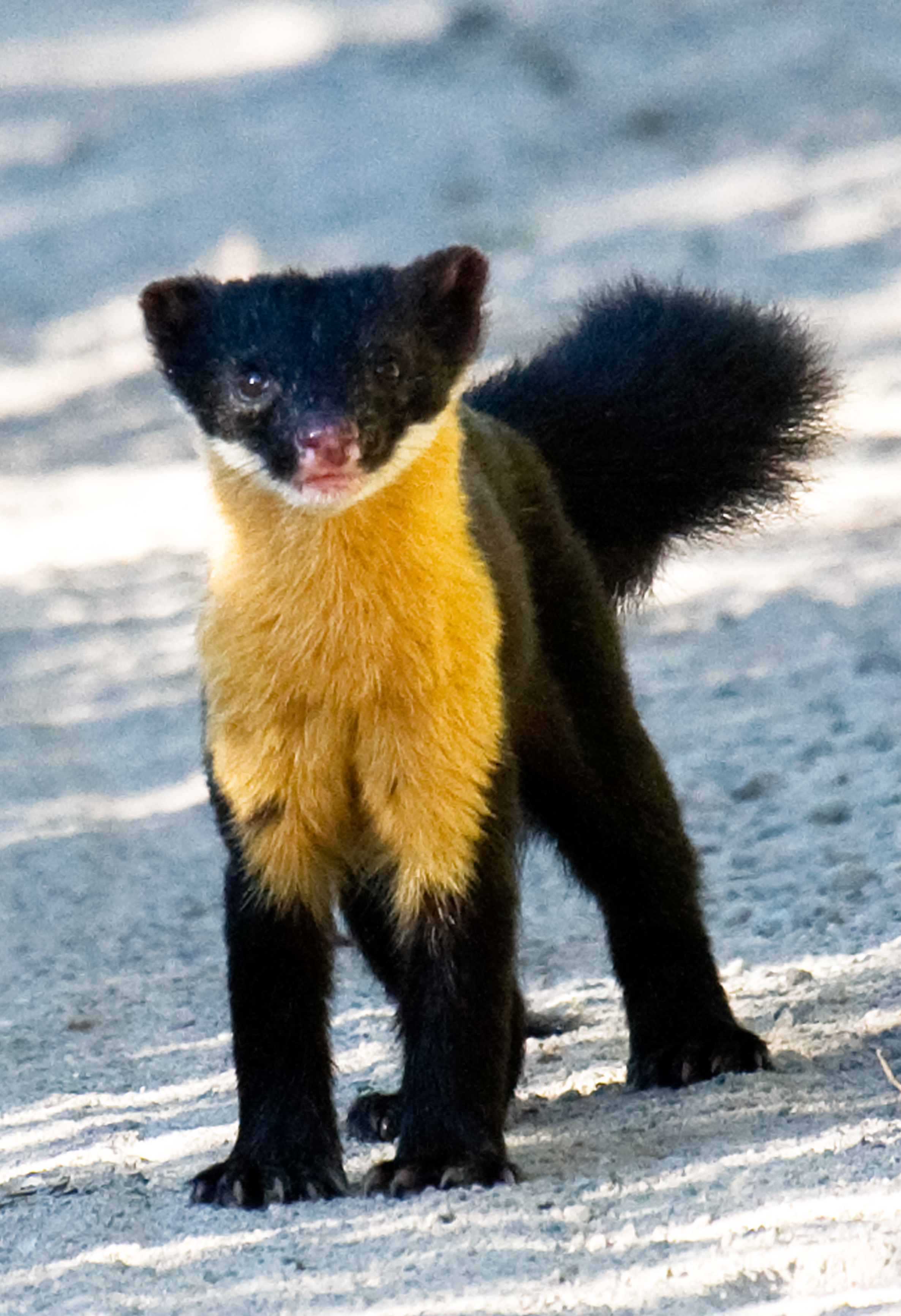
Martes gwatkinsii
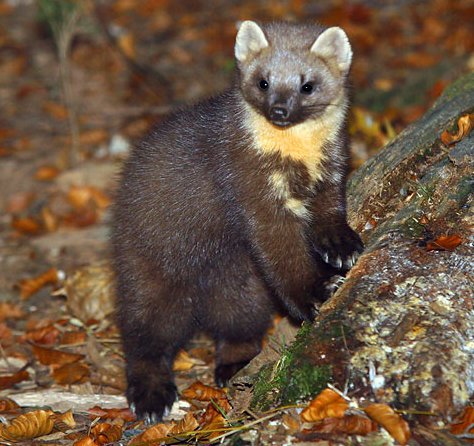
Martes martes
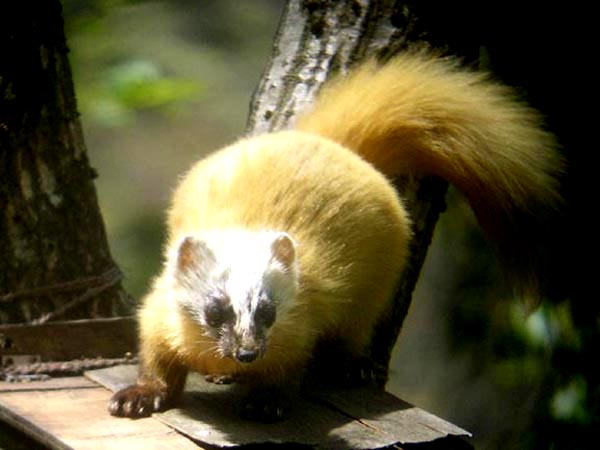
Martes melampus
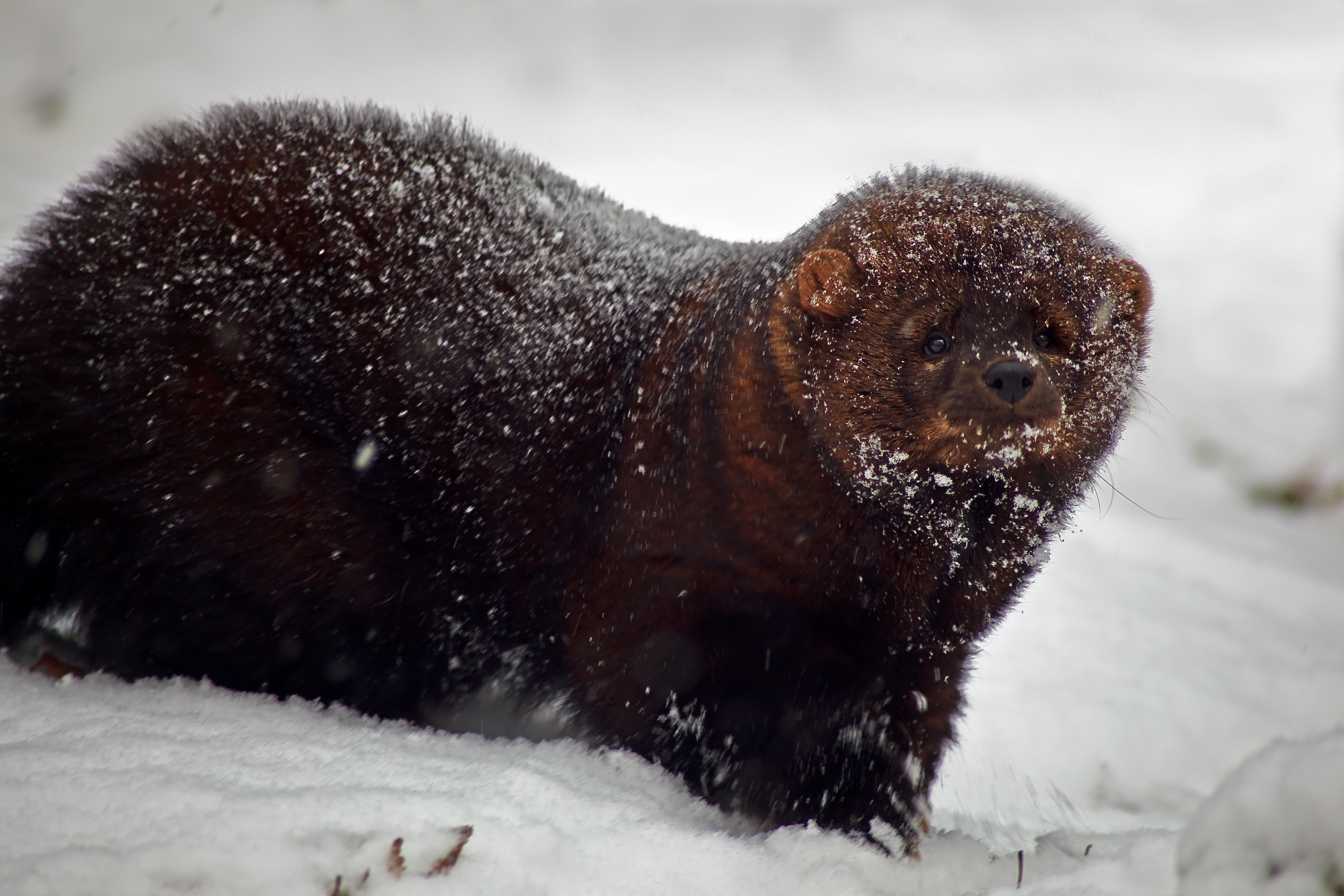
Pekania pennanti
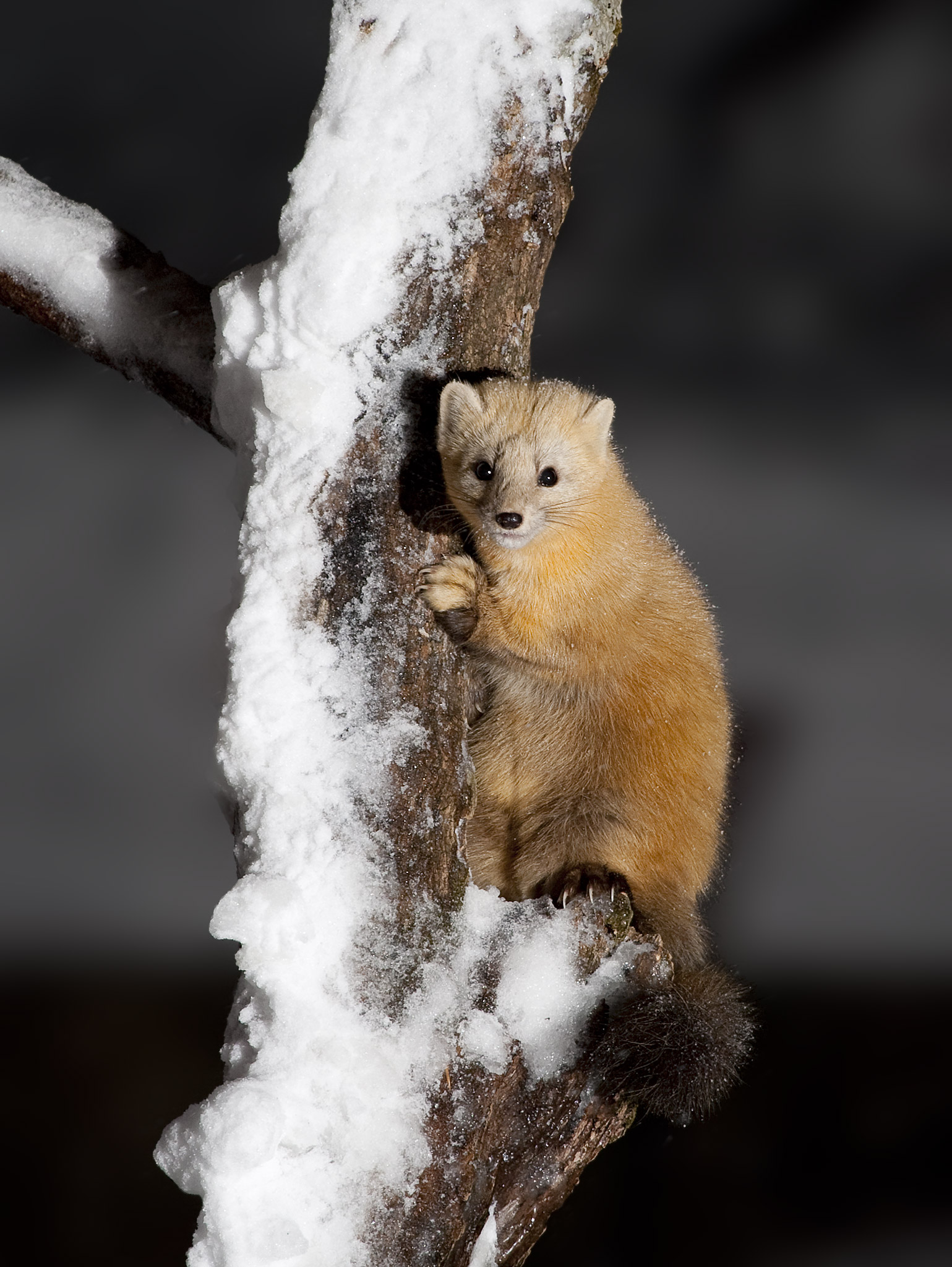
Martes zibellina

Espèces fossiles selon Paleobiology Database (4 juin 2013) :
- Martes campestris
- Martes caurina
- Martes diluviana
- Martes foxi
- Martes gazini
- Martes khelifensis
- Martes kinseyi
- Martes parviloba
- Martes stirtoni

## Peinture
Dans le domaine des Beaux-Arts, les pinceaux en poil de « martre » sont utilisés pour l'aquarelle et considérés comme les meilleurs pinceaux pour leur souplesse exceptionnelle et l'excellente capacité de rétention d'eau. Leur pointe est parfaite pour peindre avec précision. Malgré le nom commercial donné aux pinceaux de « martre rouge » ou « martre Kolinski », il s'agit en réalité de poils provenant de la queue du Vison de Sibérie (Mustela sibirica) dont la fourrure était autrefois appelée Kolinsky.

## Numismatique
De 1994 à 2022, la martre est représentée sur le revers de la pièce de monnaie croate de 1 kuna, dont le nom signifie « martre » en croate. Après le passage à l'euro du pays, le 1er janvier 2023, la martre est reconduite sur l'avers de la pièce nationale de 1 euro.